# Kevarrius Hayes
Kevarrius Hayes (Live Oak, Florida; 5 de marzo de 1997) es un jugador de baloncesto estadounidense nacionalizado centroafricano que pertenece a la plantilla del AS Mónaco Basket de la LNB Pro A francesa. Con 2,06 metros de estatura, juega en la posición de pívot.

## Trayectoria deportiva

### Universidad
Jugó cuatro temporadas con los Gators de la Universidad de Florida, en las que promedió 5,6 puntos, 4,5 rebotes y 1,5 tapones por partido. Acabó su carrera con 214 tapones colocados, lo que le coloca como el segundo mejor de la historia de su universidad, y fue además el primer Gator en lograr al menos 60 tapones en tres temporadas diferentes, sobrepasando a Dwayne Schintzius, Joakim Noah y Al Horford, que lo hicieron en dos.

### Profesional
Tras no ser elegido en el Draft de la NBA de 2019, el 8 de julio firmó su primer contrato profesional con el Pallacanestro Cantù de la Serie A italiana.
En julio de 2020, se convierte en nuevo jugador del ASVEL Lyon-Villeurbanne de la Ligue Nationale de Basket-ball.
El 4 de julio de 2021, firma por el Frutti Extra Bursaspor de la Basketbol Süper Ligi.
El 23 de julio de 2024 firmó por una temporada con el Paris Basketball de la LNB Pro A francesa.
El 30 de junio de 2025 firmó un contrato por dos temporadas con el AS Monaco de la LNB Élite francesa y la Euroliga.